# Neolamprologus olivaceous
Neolamprologus olivaceous es una especie de peces de la familia Cichlidae en el orden de los Perciformes.

## Morfología
Los machos pueden llegar alcanzar los 6 cm de longitud total.

## Distribución geográfica
Es endémico del lago Tanganika (África Oriental).